# ダイナ・チャヴィアノ
ダイナ・チャヴィアノ（Daína Chaviano, 1960年 - ）は、キューバのハバナ生まれの作家。

## 来歴
ハバナ大学にて英文学修士号を取得し、在学中に最初の文学賞を受賞する。キューバに住んでいた時代にはSF・幻想文学の分野で数々の著作を著し、そのジャンルでは同国で史上最高の販売部数を記録する人気作家となった。その後に発表してきたファンタジー小説やSF、純文学の一群も、いろいろな文学賞を授与される。
作品のテーマは、神話、古代史、社会学、超心理学から政治や魔術の領域に及び、詩的イメージと官能的魅力に富んだ世界が繰り広げられる。
代表作には、4篇の小説で構成されるシリーズの "La Habana oculta" （隠れたハバナ）などがある。『ハバナ奇譚』（2008年ランダムハウス講談社刊、白川貴子訳）もその1篇にあたる。
『ハバナ奇譚』（原題：La isla de los amores infinitos）は25か国語に翻訳され、キューバの小説では史上最多言語に翻訳出版された作品となった。
1991年よりアメリカ合衆国に在住。